# Showţ (shahrestan)
Showţ (persiska: شهرستان شوط, شوط) är en delprovins (shahrestan) i Iran.   Den ligger i provinsen Västazarbaijan, i den nordvästra delen av landet, 700 km nordväst om huvudstaden Teheran.
Delprovinsen hade 55 682 invånare 2016.